# 尾立源幸
尾立源幸（おだち もとゆき、1963年10月9日 ‐ ）は、日本の政治家、税理士、公認会計士、行政書士。参議院議員（2期）、財務大臣政務官（菅直人改造内閣・菅直人第2次改造内閣）、参議院財政金融委員長、などを歴任した。

## 概要

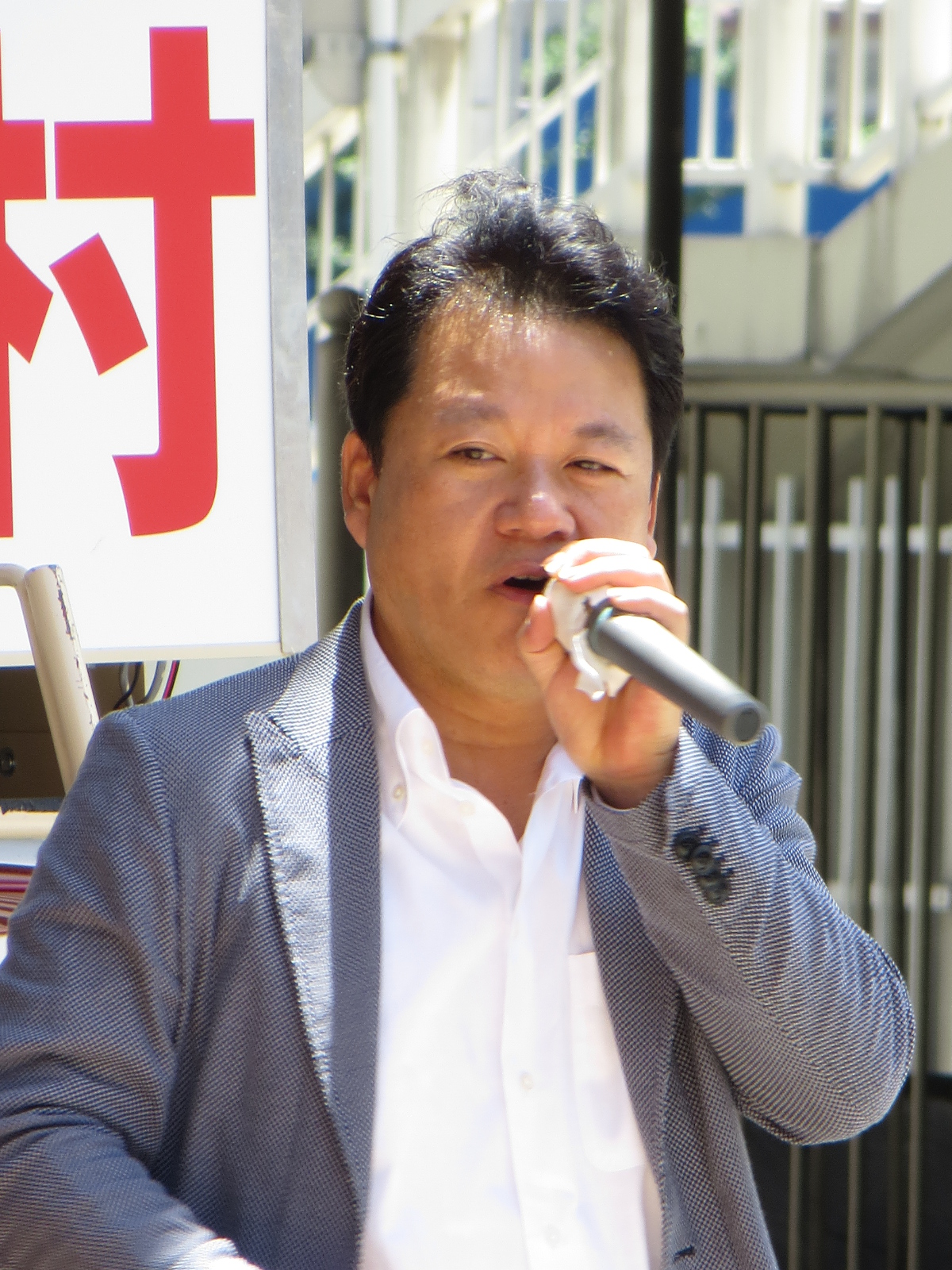
2013年

京都出身。私立京都共栄学園高校卒業。慶應義塾大学経済学部卒業。税理士・公認会計士としてアーサー・アンダーセンに入社し、アメリカやフィリピンでの海外勤務を経て独立。1997年より鳩山由紀夫衆議院議員の秘書を務める。
2000年の第42回衆議院議員総選挙に、民主党公認で大阪17区より立候補したが落選。2003年に自由党が民主党に合流すると、候補者調整で大阪17区の公認候補が自由党出身の西村眞悟となったため、尾立は参議院大阪府選挙区（改選数3）の公認候補となり、2004年の第20回参議院議員通常選挙に立候補した。キャッチコピーは「人の心を感じとめ、数字が読める男」。選挙運動中は島田紳助らの応援を受け、トップ当選した。
2009年の政権交代後、行政刷新会議が行った事業仕分けでは、蓮舫らと共に中心メンバーの一人となった。
2010年の第22回参議院議員通常選挙では、再び大阪府選挙区から立候補した。連合大阪の支援を受け、得票数3位で再選した。
2016年に民進党に参加。同年の第24回参議院議員通常選挙では、次点にすらなれず落選した。落選後は党籍を失くし、一度民間に戻った。
2018年10月、自由民主党は、翌2019年に実施予定の第25回参議院議員通常選挙の比例区候補として尾立の公認を決定した。自民党入りは二階俊博幹事長の要請によるもので、尾立は大日本猟友政治連盟の組織内候補となったほか、パチンコ業者などでつくる全日本遊技産業政治連盟などからも支援を受けた。投開票の結果、落選。
2021年12月22日、自民党は2022年7月の第26回参議院議員通常選挙に尾立を比例区から擁立すると発表した。投開票の結果、現職・元職では最下位となる得票数27位（特定枠含め29位）で落選。

## 主張
- 選択的夫婦別姓制度について、選択式アンケートで「賛成」としている[9]。

## 理念
- 改革
  - 生活の質を重視しつつ「成熟社会」に即した、「成長のための改革」の実行。
  - 悪い物価上昇を抑え、「家計が使えるお金」を増やす。
- 戦争への反対
  - 軍事偏重の「積極的軍事主義」ではなく、「真の平和主義」に立脚した「外交・安全保障政策」の実現。
  - 立憲主義を守り、安全保障関連法制を廃止。
  - 戦後七十年間、悲惨な戦争を体験した先人たちの苦労や知恵や努力が、日本の平和を守ってくれた。日本の平和と信頼のブランドは、しっかりと継承していかねばならない。

- 子どもや若者の未来の優先
  - 「職業教育」や「社会経験」の予算の充実、「世界で通用する人材」の育成。
  - 普通に頑張れば普通に幸せな暮らしが出来る社会。
  - 「若者視点」の「財政再建」と「社会保障改革」。
- 大阪をアジアの玄関口に
  - 「観光立国・大阪」の旗をあげ、国際ビジネスの拠点にする。
  - 緑豊かできれいな水都・大阪の復活。
  - 「高齢者」が住みやすく、「子育て」がしやすい町。
  - モノづくり企業、とりわけ中・小規模企業の支援。

## その他
- 父が海上自衛隊で医官

## 実績
公式サイト「実績」ページによる。
税理士・公認会計士で数字に強い尾立は、税財政・経済・金融の専門家として税制や経済に関わる数々の課題解決に尽力。
持ち前の行動力とバランス感覚で、2期12年の間に、社会福祉や環境、外交など分野を問わず幅広く活動。
外資系監査法人でのサラリーマン時代にはアメリカやフィリピンでの海外勤務を経験。現在は日ロ協会の理事長を務めるなど豊かな国際感覚で諸外国との架け橋としても活動。著書「アベノミクスの正体」（2016年2月発行）がベストセラーに。

### 主な活動実績
- 「関西イノベーション国際戦略総合特区」を提案
- 万博公園の大阪府への移管について財務省と折衝
- 租税特別措置透明化法の成立
- 納税環境の整備（税務調査手続き明確化など納税者の権利強化）
- 年金税制の整備（年金所得者の申告負担を軽減。多くの方が申告不要に）
- 市民公益税制の創設
- ボランティアサポート募金の創設
- 雇用促進税制の創設（日本の歴史上初）
- 中小企業法人税率引下げ（22％→18％→15％）
- 事業仕分け（税の見える化）
- 公会計法案
- 会社法改正案
- シベリア特措法成立に貢献
- 北方領土返還運動への取り組み（北方領土視察、日ロ協会理事長など）
- 堺メガソーラー実現への支援
- 動物愛護管理法の改正

### 議員立法
尾立が発議者または賛同者として提出した議員立法（2013～2015年）※
- 租税特別措置透明化法改正案
- 公会計法案
- ヘイトスピーチ規制法案
- 体罰防止法案
- 会社法一部改正案
- インターネットによる国外からのサービス課税法案
- 民法一部改正案
- 歳入庁法案
- 法人税法一部改正案
- 会計検査院法一部改正案
- 予責法一部改正案
- 違法な国庫支出監査法

※ 2010～2011年は財務大臣政務官、2011～2012年は参・財金委員長を務めていたため議員立法の提出ができなかった。
NPO「万年野党」による第186国会（2014年）における議員立法提出者ランキングで、尾立は参院全体で5位（参・民進党内2位（実質1位））の評価を得た。

## 役職
公式サイト「プロフィール」による。
過去の役職
- 財務大臣政務官
- 参議院・財政金融委員長
- 事業仕分け人
- 党・政策調査会　副会長
- 党・社会保障と税の一体改革調査会　副会長

## 所属団体・議員連盟
- 特定非営利活動法人日本・ロシア協会（理事長）
- 国際連帯税創設を求める議員連盟
- 一般社団法人大日本猟友会（参与）http://odachi.co/ryoyukai.html

## 著書
- 「アベノミクスの正体」（水王舎・2016年2月発行）
- 「営業マンのための数字の読み方」（大栄出版）
- 「実務の基本シリーズ法人税申告」（大栄出版）
- 「実務の基本シリーズ商品管理」（大栄出版）
- 「実務の基本シリーズ経理実務」（大栄出版）
- 「お金を殺さない本」（大栄出版）
- 「決算書の読み方」（梧桐書院）
- 「挑戦」（梧桐書院）

## 人物
- 税理士と公認会計士・行政書士の資格を持つ[11]。